# Heart Like a Grave
Heart Like a Grave è l'ottavo album in studio del gruppo musicale finlandese Insomnium, pubblicato il 4 ottobre 2019 dalla Century Media. È il primo album in cui ha partecipato il chitarrista Jani Liimatainen.

## Tracce
Testi e musiche di Niilo Sevänen, eccetto dove indicato.
1. Wall of the North – 3:05 (musica: Sevänen, Vanhala)
2. Valediction – 5:05 (testo: Sevänen, Friman – musica: Friman)
3. Neverlast – 4:46 (musica: Vanhala, Liimatainen)
4. Pale Morning Star – 8:58 (musica: Vanhala)
5. And Bells They Toll – 6:01 (musica: Vanhala)
6. The Offering – 4:59 (musica: Vanhala)
7. Mute Is My Sorrow – 6:02 (musica: Liimatainen)
8. Twilight Trails – 7:06 (musica: Sevänen, Liimatainen)
9. Heart Like a Grave – 7:05 (musica: Vanhala)
10. Karelia – 7:49 (musica: Sevänen)

Tracce bonus dell'edizione deluxe
1. The True Morning Star – 3:06 (musica: Vanhala)
2. Karelia 2049 – 6:43 (musica: Sevänen)

## Formazione
I crediti sono adattati dalle note di copertina dell'album.
Gruppo
- Niilo Sevänen – voce, basso
- Ville Friman – chitarra, voce
- Markus Vanhala – chitarra
- Jani Liimatainen – chitarra, voce
- Markus Hirvonen – batteria

Produzione
- Insomnium – registrazione, produzione, arrangiamenti
- Teemu Aalto – registrazione, produzione, arrangiamenti
- Aleksi Munter – arrangiamenti tastiere